# Salvelinus neocomensis
Salvelinus neocomensis е изчезнал вид дълбоководна лъчеперка от семейство Пъстървови (Salmonidae).

## Разпространение
Видът е бил разпространен в Ньошателското езеро през 1896, 1902 и 1904 г.